# Bukovec (Trenčín)
Bukovec (em húngaro: Berencsbukóc) é um município da Eslováquia, situado no distrito de Myjava, na região de Trenčín. Tem 15,47 km² de área e sua população em 2018 foi estimada em 443 habitantes.

## Demografia
| Ano:        | 1994 | 2004   | 2014   | 2024   |
| ----------- | ---- | ------ | ------ | ------ |
| Broj ljudi: | 455  | 415    | 421    | 424    |
| Razlika:    |      | -8,79% | +1,44% | +0,71% |

| Ano:               | 2023 | 2024   |
| ------------------ | ---- | ------ |
| Número de pessoas: | 425  | 424    |
| Diferença:         |      | -0,23% |